# Provincia Barcelona
Barcelona este o provincie din estul Spaniei, în partea de est a comunității autonome Catalonia. Are graniță cu Tarragona, Lleida, Girona și cu Marea Mediterană. 

## Localități

Diviziunile Provinciei Barcelona

Capitala ei este Barcelona. În jur de  4.906.117  persoane locuiau în provincie, din care, mai puțin de jumătate în capitală.

## Municipii
Vezi Listă Municipii din Barcelona
- L'Hospitalet de Llobregat
- Badalona
- Cerdanyola
- Martorell
- Mataró
- Granollers
- Sabadell
- Terrassa
- Sitges
- Igualada
- Vic
- Manresa
- Berga
- Calella
- Argençola
- Calaf
- Sallent

1. ↑   https://www.diba.cat/es/web/ladiputacio/institucio/constitucio-de-la-diputacio-de-barcelona Lipsește sau este vid: |title= (ajutor)
2. ↑   https://www.diba.cat/web/ladiputacio/-/lluisa-moret-sabido Lipsește sau este vid: |title= (ajutor)